# Corpo dei paggi (Russia)

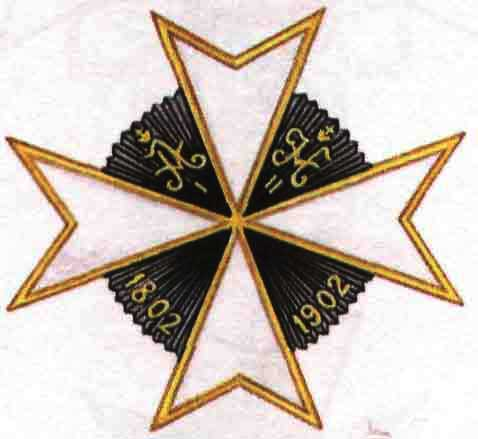
Emblema del corpo

Il Corpo dei paggi (in russo: Пажеский корпус; in francese Corps des Pages) era un'accademia militare dell'Impero russo, che preparava i figli dei nobili e degli ufficiali superiori alla carriera militare. Analogamente la scuola imperiale di giurisprudenza preparava i giovani alla carriera di funzionari civili.

## Storia

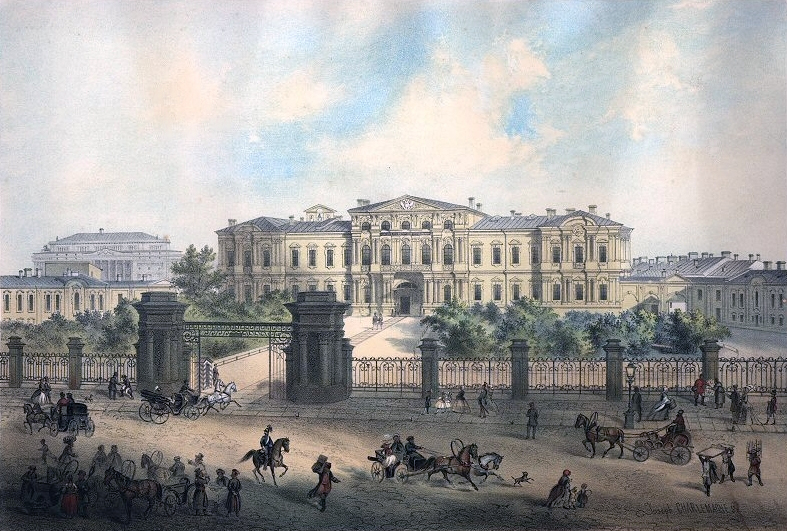
Palazzo Voroncov, progettato da Francesco Bartolomeo Rastrelli intorno al 1749

Il Corpo dei paggi venne fondato nel 1759 a San Pietroburgo come scuola per formare i paggi ed i paggi di camera. Allo scopo di formare degli ufficiali adeguatamente preparati per la Guardia imperiale, il Corpo dei paggi fu riorganizzato nel 1802 in un istituto scolastico simile alle scuole dei cadetti. Erano ammessi i discendenti della nobiltà terriera ereditaria, nonché i figli degli ufficiali che fossero almeno tenenti generali e viceammiragli, ovvero nipoti di generali ed ammiragli.
Nel 1810 la scuola venne trasferita nel palazzo dei cavalieri di Malta chiamato oggi Palazzo Voroncov, che rimase la sede della scuola fino alla Rivoluzione russa.
In seguito alle riforme dell'istruzione militare degli anni sessanta dell'Ottocento il Corpo dei paggi fu classificato come istituto di settimo livello, i primi cinque livelli essendo dei ginnasi militari, e gli altri due modellati sui collegi militari. A partire dal 1885 il Corpo dei paggi sviluppava l'insegnamento su sette classi, in cui gli studenti studiavano le stesse materie che nelle scuole dei cadetti, cui seguivano due classi speciali, in cui imparavano arte militare e giurisprudenza. dagli anni ottanta del XIX secolo furono istituiti corsi separati per la fanteria, la cavalleria e l'artiglieria.
Il Corps des Pages, come veniva generalmente chiamato, era l'unica accademia militare (fra le circa venti esistenti) a preparare i futuri ufficiali per tutte le armi, mentre le altre erano dedicate alla formazione degli ufficiali di specifiche armi: cavalleria, fanteria , artiglieria, genio, cosacchi,corpo topografico. Benché la maggior parte dei diplomati entrasse nell'Esercito imperiale, una minoranza sceglieva la carriera diplomatica o quella dell'amministrazione civile.
Dalla sua istituzione al 1917 il Corpo dei paggi diplomò 4.505 ufficiali. Altri 200 non riuscirono a completare il loro corso di studi a causa della Rivoluzione. La scuola, infatti, cessò di fatto di funzionare in seguito all'abdicazione di Nicola II nel febbraio 1917, e fu ufficialmente chiusa nel giugno successivo per ordine di Kerenskij, ministro della guerra del governo provvisorio.

## Vita dei cadetti

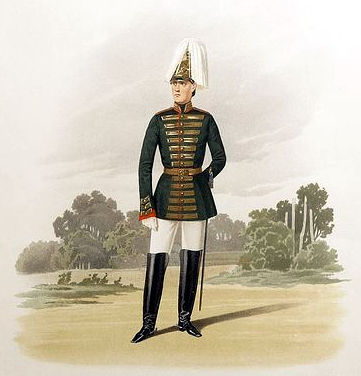
L'uniforme dei paggi nel XIX secolo

I cadetti servivano a rotazione come paggi a corte e prestavano servizio nelle cerimonie, anche come assistenti di singoli membri della famiglia imperiale.
Come nelle altre scuole militari russe, nel Corpo dei paggi ai cadetti era imposta una dura disciplina. Erano previste punizioni corporali, consistenti nella fustigazione con verghe di betulla, anche per lievi infrazioni, e il "nonnismo" era notoriamente diffuso. Ad ogni modo, l'educazione fornita era di livello piuttosto alto, con corsi di matematica, lingue, scienze e materie militari.
Il Corpo dei paggi vestiva divise diverse secondo le circostanze. La più appariscente era l'uniforme di gala, portata nelle funzioni di corte: essa si componeva di un elmetto chiodato con pennacchio bianco, di una giubba verde scuro con gli alamari dorati, di pantaloni bianchi e di stivali alti.
I diplomati della scuola avevano il privilegio esclusivo di poter scegliere il reggimento in cui servire, senza tener conto delle effettive carenze d'organico: era tuttavia norma di cortesia chiedere prima il consenso del comandante dell'unità. Da ufficiali in servizio essi portavano sul lato sinistro della giacca il simbolo del Corpo dei paggi, a forma di croce di Malta.
Dopo il diploma i cadetti ricevevano il grado di podporučiki (sottotenenti) (o di cornetta se servivano nella cavalleria). Chi preferiva la carriera diplomatica o l'amministrazione civile veniva inserito fra il decimo ed il quattordicesimo grado.

## Note

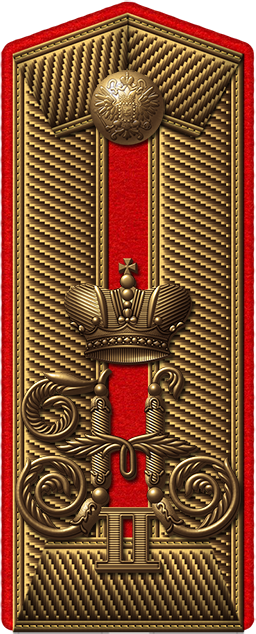
Spallina sull'uniforme